# Tveri terület
A Tveri terület (oroszul Тверская область [Tverszkaja oblaszty]) az Oroszországi Föderációt alkotó jogalanyok egyike (szubjekt), önálló közigazgatási egység. A Központi szövetségi körzethez tartozik. Székhelye Tver, 176 km-re északnyugatra Moszkvától. Lakossága 1 406 600 fő (2006), a népsűrűség 17 fő/km².

## Földrajz
Az európai országrész északnyugati vidékén fekszik. Területe 84 100 km², ezzel a Központi szövetségi körzet legnagyobb régiója. Területe Magyarország területének csaknem 90%-a, lakossága azonban jóval kevesebb, mint Budapesté.
Északon a Vologdai, keleten a Jaroszlavli, délkeleten a Moszkvai, délen a Szmolenszki, délnyugaton a Pszkovi, nyugaton és északnyugaton a Novgorodi terület határolja.

### Domborzat, vízrajz
A terület zömmel a Volga felső szakaszának medencéjében helyezkedik el. Nyugati részét a Valdaj-hátság foglalja el. Itt húzódik a Balti- és a Kaszpi-tenger vízválasztója, itt ered a két nagy folyó, a Volga és a Nyugati-Dvina. Tengerszint feletti magassága általában 200–300 m, legmagasabb pontja 343 m (a Cna folyó forrásának közelében). Délnyugaton a hátságot a Nyugati-Dvina fokozatosan kiszélesedő, lapos völgye váltja fel.
A keleti, alföldi jellegű részen folyóvölgyek, kisebb medencék (a Volgán kívül a Mologa folyó felső és középső szakasza, a Tverca folyó völgye, Visnyij Volocsok környéke) és 200–250 m magas dombok, morénahátak (Bezseck, Torzsok, Lihoszlavl városok környéke, az Iljinszkoje-hegy) váltakoznak. Délkeleten, a Volga két partja és itteni mellékfolyóinak alsó szakasza sík, alföldi vidék, legfeljebb 100–150 m-es tengerszint feletti magasságokkal.
Folyóinak többsége a Volga vízrendszeréhez tartozik. 760 10 km-nél hosszabb vízfolyása van, közülük 21 folyó itteni szakaszának hossza meghaladja a 100 km-t.
- Fő folyója természetesen a Volga. A Valdaj-hátságon lévő forrástól számított 685 km-es itteni szakaszán mintegy 150 kisebb-nagyobb vízfolyást vesz fel. Legnagyobb mellékfolyói

balról: Szelizsarovka, Tyma, Tverca, Medvegyica, Kasinka, Mologa (Ribinszki-víztározó); :jobbról: Vazuza, Sosa, Nyerl.
- A Balti-tenger Rigai-öblébe torkolló Nyugati-Dvina (Daugava) szintén a Valdaj-hátságról indul útjára. 262 km-es felső szakaszán délnyugati, déli irányban folyik, legnagyobb itteni mellékfolyói a Velesza (114 km) és a Mezsa (259 km).
- A két nagy folyamon kívül a térség leghosszabb folyója az északi, északkeleti vizeket összegyűjtő és a Ribinszki-víztározóba szállító Mologa, legnagyobb mellékfolyója a Mogocsa.
- Az Ilmeny-tó medencéjéhez tartozik a Cna és a Visnyij Volocsok víztározójából kiinduló Mszta.

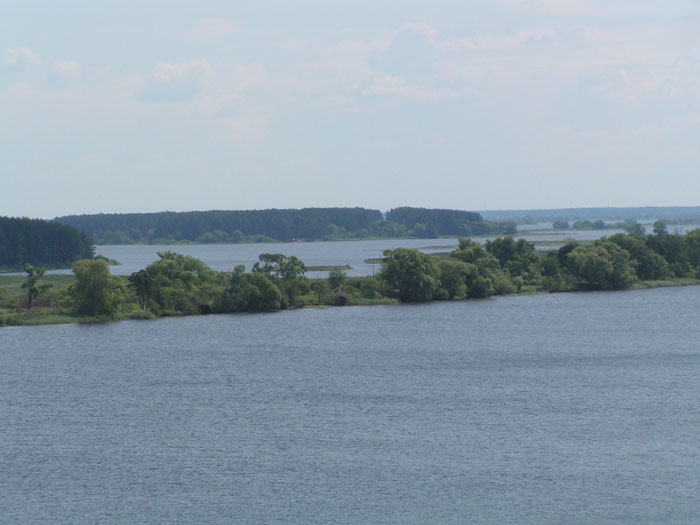
Az Ivanykovói-víztározó részlete

A tavak vízterülete az összterület 1,4%-át alkotja, a legnagyobb tósűrűség a nyugati és északnyugati vidékeket jellemzi. A mintegy 500 jelentősebb állóvíz közül legszebb és legnagyobb a 260 km²-es Szeliger-tó, népszerű kiránduló- és üdülőhely. Egyes tavak mélysége meghaladja a 40 m-t (Doloszec, Broszno). A Volga forrásának közelében alakult ki a Felső-volgai-tóvidék, lényegében egy tórendszer, melyben a tavakat vízfolyások kötik össze egymással. A négy legnagyobb tó a Volgo (61 km²), a Vszelug, a Sztyerzs és a Peno.
Több folyón víztározót alakítottak ki. A kilenc jelentősebb víztározó közül a legnagyobbak természetesen a Volgán épültek: az Ivanykovói- (népszerű nevén: Moszkvai tenger), az Uglicsi- és a Ribinszki-víztározók. Utóbbinak csak kisebbik része, nyugati partja tartozik a Tveri területhez. A Volgán kívül Visnyij Volocsoknál a Cna folyón és délen a Vazuza folyón (nagyrészt a Szmolenszki területen) épültek jelentősebb víztározók.

### Ásványkincsek
A terület legfontosabb ásványkincse a tőzeg, melyből a készleteket kb. 2 milliárd tonnára becsülik. Ipari méretekben jelenleg 43 lelőhely összesen 300 000 hektárnyi területén folyik kitermelés. Barnaszén jóval kisebb mennyiségben fordul elő. Jelentősek a készletek a tűzálló- és a magas olvadáspontú agyagokból, kvarchomokból és mészkőből. Régóta ismertek és népszerűek a régió, elsősorban Kasin városának ásvány- és gyógyvizei.

### Éghajlat
Éghajlata mérsékelten kontinentális. Leghidegebb hónap a január, középhőmérséklete –8,5 – –10,5 °C, a júliusé 17-18 °C. A csapadék évi mennyisége 550–750 mm, a legtöbb csapadék nyáron hull. Nyugaton általában több a csapadék és enyhébb a tél, mint keleten. A téli időszak november végén és április elejéig tart.
A Valdaj-hátság délnyugati részén fekvő védett területen az évi középhőmérséklet 3,6 °C. A fagymentes napok száma 92 és 126 között váltakozik, a napsütéses órák száma 1200/év. A valaha mért abszolút hőmérsékletek – 48 °C, illetve 38 °C.

### Növény- és állatvilág
A terület több mint 50%-át erdő borítja, a legnagyobb zárt erdőségek nyugaton és északnyugaton terülnek el. A vegyes erdő övezethez tartozó térség erdőinek kb. fele tűlevelű, ezek javarésze erdei- és lucfenyő. A lombhullató fafajok közül legelterjedtebb a nyír és a nyárfa, valamivel ritkább az égerfa. A Valdaj-hátság védett területein 16 fafajt tartanak nyilván, a lombos fajok közül itt többnyire a tölgy az uralkodó.
A régió összterületének kb. 9%-át láp, mocsár foglalja el, a rájuk jellemző változatos vízi növényzettel, jellegzetes növénytársulásokkal (láperdők, tőzegmohás síklápok stb.), illetve gazdag madárvilággal.
A területen 66 féle emlősállatot és 236 madárfajt tartanak nyilván. Az erdőkben élő emlősök között vaddisznó, jávorszarvas, őz, vörös róka, a kisebbek között nyérc, nyest, menyét gyakran fordul elő. A védett területek nagy becsben tartott ragadozói a hiúz, a farkas és a barna medve, utóbbiból 70 példányt tartanak nyilván; a rágcsálók közt különleges színfolt az erdei lemming.

### Természetvédelem
A Valdaj-hátság délnyugati része, az orosz síkság fő vízválasztóját képező vidék 1930 óta természetvédelmi terület. Célja az erdőövezet őshonos vegyes erdőinek, élővilágának, többek között a barna medve élőhelyeinek megóvása. A Nyelidovói és az Andreapoli járásokhoz tartozó 24 500 hektár védett területet, melyet csaknem kétszer ekkora védőövezet veszi körül, 1986-ban bioszféra-rezervátummá nyilvánították. A Tveri területen kb. 200 tájvédelmi körzet (zakaznyik) létezik, ezek legnagyobb része láp vagy mocsár. A fokozottan védett területek nagysága 1,14 millió ha, az összterület 13,5%-a.

## Történelem
Az évkönyvek tanúsága szerint a vidéket kezdetben finnugor, később szláv népek lakták, és a 11. században már a Novgorodi fejedelemség birtokolta. Torzsok és Toropec városok első írásos említése a 11. századból, Tver városé a 12. századból, Kasin és Rzsev városé a 13. századból való. A déli részeken a 13. század közepén alakult ki az önálló Tveri fejedelemség (1247–1485), mely hol Novgoroddal, hol a később megerősödött Moszkvával állt harcban az orosz fejedelemségek feletti uralom megszerzéséért. Eközben az Arany Horda gyámkodásától is igyekezett megszabadulni, de az 1327-es felkelést a Horda és Iván Kalita moszkvai nagyfejedelem csapatai leverték; később a fejedelemségről kisebb részfejedelemségek váltak le (pl. Kasin). 1478-ban Novgorod, 1485-ben Tver elfoglalásával a terület végleg a moszkvai orosz állam része lett.
Rettegett Iván büntetőhadjárata a novgorodi bojárok ellen (1570) az egész vidéket sújtotta, a legtöbbet Tver és Torzsok lakossága szenvedett. A 17. század elején a zűrzavaros idők újabb háborúkat hoztak, a század közepén pusztító járvány tört ki: számos falu eltűnt, a városok elnéptelenedtek. A kihalt vidékekre többek között a finnugorok finn ágához tartozó karélokat telepítettek be, leszármazottaik ma is lakják a területet.

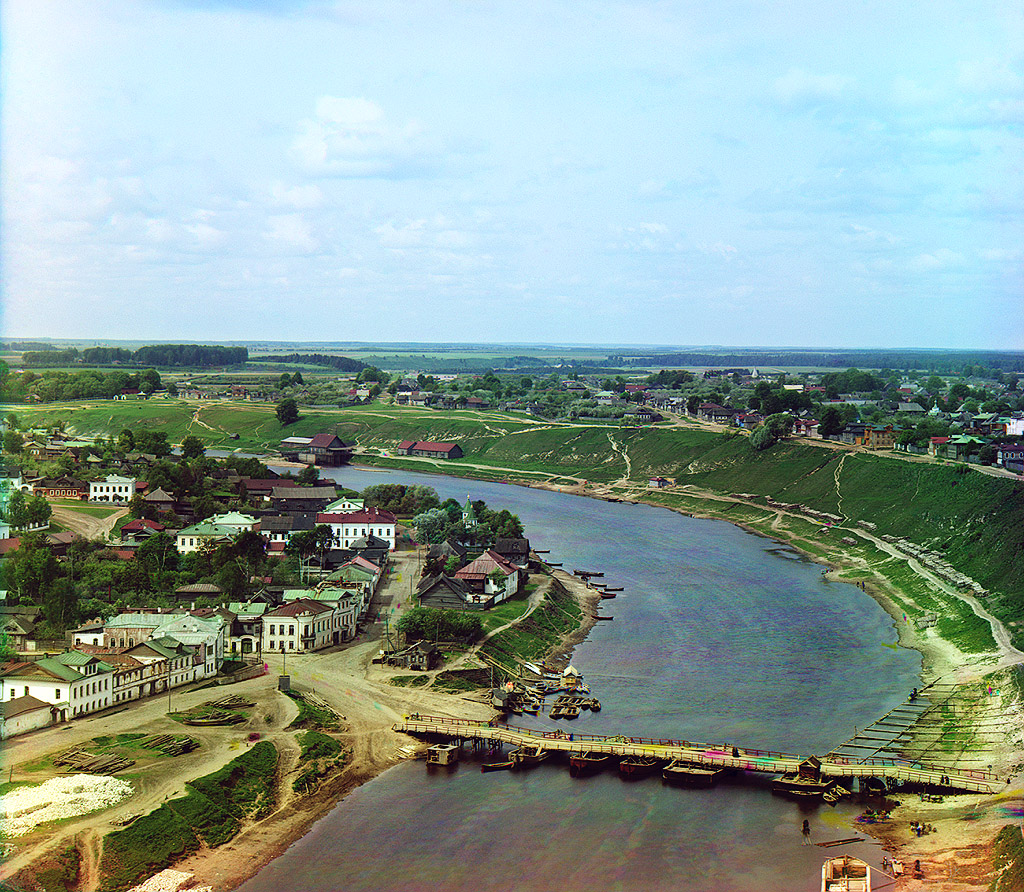
Rzsev városa a Volgán. (Szergej Prokugyin-Gorszkij fotója az 1910-es évekből)

A 18. század, különösen Szentpétervár felépítése erőteljes gazdasági fellendülést hozott, a térség a Felső-Volga kereskedelmi központjává vált. A 19. század második felében gyors fejlődésnek indult a textilipar, a „két főváros” közötti vasútvonal kiépítése a gazdaságban is új távlatokat nyitott.
1708-ban a területet részben a Szmolenszki-, részben az Ingermanlandi kormányzósághoz csatolták. 1775-ben Tver újra egy önálló közigazgatási egység, helytartóság, (namesztnyicsesztvo), majd 1796-ban a Tveri kormányzóság székhelye lett. A kormányzóság az 1920-as évekig állt fenn. Tver városát 1931-ben a Szovjetunió akkori államfőjéről, Mihail Kalinyinről nevezték el, így az 1935. január 29-én megalakított új közigazgatási egység neve is Kalinyini terület lett, mely 1990-ben – a város névváltásának megfelelően – Tveri területre változott.
A második világháború idején a térség jelentős részét német csapatok foglalták el. Tver 1941 végén felszabadult, de a nyugati vidékre csak jóval később jutottak el a felszabadító csapatok. Rzsev környékén hosszan elhúzódó harcok dúltak, a 15 hónapos ütközet hatalmas emberi áldozatokat követelt, a város pedig teljesen romba dőlt.

## Népesség
A lakosság lélekszáma 1 406 600 fő (2006), a népsűrűség 17 fő/km², a városban lakók aránya megközelíti a 75%-ot. A főváros közelsége is közrejátszik abban, hogy a népesség folyamatosan csökken, különösen a kisebb településeken. A 2002-es népszámláláskor a falvak 15%-ának nem volt állandó lakossága, további 37%-ában 10 főnél kevesebben éltek. A legnépesebb települések a „két fővárost” összekötő közlekedési útvonal mentén találhatók.
Nemzetiségi összetétel a 2002-es népszámlálási adatok szerint (ezer fő): oroszok (1361,0); ukránok (22,6); karjalaiak (14,6); beloruszok (8,6); örmények (7,3); tatárok (6,7); azeriek (4,6); cigányok (4,6); csuvasok (3,1); csecsenek (2,7); moldávok (1,8); németek (1,8); mordvinok (1,7); grúzok (1,4); tadzsikok (1,2). (A többi nemzetiség 1000 fő alatt.)
A 17. századi betelepítések óta nagy számban élnek karjalaiak az egyik északkeleti járásban.

### A legnépesebb települések
A lélekszám 2005. január 1-jén:
(A táblázat első 12 települése város.)
| Név | Név                               | Lakosság (ezer fő, 2006) |
| --- | --------------------------------- | ------------------------ |
|     | Tver (Тверь)                      | 406,7                    |
|     | Rzsev (Ржев)                      | 62,4                     |
|     | Visnyij Volocsok (Вышний Волочёк) | 54,6                     |
|     | Kimri (Кимры)                     | 51,4                     |
|     | Torzsok (Торжок)                  | 47,8                     |
|     | Konakovo (Конаково)               | 40,2                     |
|     | Udomlja (Удомля)                  | 32,1                     |
|     | Bezseck (Бежецк)                  | 27,4                     |
|     | Bologoje (Бологое)                | 25,8                     |
|     | Kasin (Кашин)                     | 16,5                     |
|     | Nyelidovo (Нелидово)              | 24,9                     |
|     | Osztaskov (Осташков)              | 20,0                     |
|     |                                   |                          |
|     | Kaljazin (Калязин)                | 14,4                     |
|     | Toropec (Торопец)                 | 14,3                     |
|     | Lihoszlavl (Лихославль)           | 12,2                     |
|     | Redkino (Редкино)                 | 11,6                     |
|     | Ozjornij (Озёрный)                | 10,8                     |
|     | Kuvsinovo (Кувшиново)             | 10,8                     |

## Közigazgatás, politika
A Tveri terület élén a kormányzó áll.
- Dmitrij Vagyimovics Zelenyin: 2003. december 30. – 2011. június 16.

Egy moszkvai főiskola alkalmazott matematika szakán végzett. Vállalkozó, üzletember. Megválasztása előtt több bank és vezető iparvállalat igazgatótanácsának tagja, illetve vezérigazgatója volt. Az orosz menedzserek egyesületének elnöke volt.
- Andrej Vlagyimirovics Seveljov: 2011. (június 16.) július 7. – 2016. március 2., ekkor nyugdíjazását kérte.
- Igor Mihajlovics Rugyenya: 2016. március 2. – szeptember 22. Putyin elnök megbízottjaként a kormányzói feladatokat ideiglenesen látta el.

2016. szeptember 23-ától – kormányzó. (Megválasztva: 2016-09-18)
A 2021. szeptember 20-i választáson újraválasztották
A 2005 decemberében megtartott választások eredményeként a helyi parlament 33 képviselői helye az alábbiak szerint oszlik meg:
- Egységes Oroszország Párt: 15 hely
- Kommunista Párt: 5 hely
- Haza Szövetség: 3 hely
- Liberális Demokrata Párt: 2 hely
- Népi Akarat: 2 hely
- Agrárpárt: 1 hely
- Függetlenek: 5 hely

2006 óta a Tveri területen 405 helyi önkormányzat működik. Közülük 7 városi körzet (gorodszkoj okrug) és 36 járás (rajon), továbbá 44 városi község (gorodszkoje poszelenyije) és 318 falusi község (szelszkoje poszelenyije). A városi körzetek és a járások a következők:

### Városi körzetek
- Tver város
- Visnyij Volocsok város
- Torzsok város
- Rzsev város
- Kimri város
- „Szolnyecsnij” (zárt város)
- „Ozernij” (zárt város)

### Járások

A Tveri terület járásainak térképe

A járások neve, székhelye és 2010. évi népessége az alábbi:
| Magyar név               | Orosz név             | Székhely         | Lélekszám |
| ------------------------ | --------------------- | ---------------- | --------- |
| Andreapoli járás         | Андреапольский район  | Andreapol        | 13 756    |
| Beliji járás             | Бельский район        | Belij            | 6 582     |
| Bezsecki járás           | Бежецкий район        | Bezseck          | 36 701    |
| Bologojei járás          | Бологовский район     | Bologoje         | 38 557    |
| Firovói járás            | Фировский район       | Firovo           | 9 396     |
| Kalinyini járás          | Калининский район     | Tver             | 52 047    |
| Kaljazini járás          | Калязинский район     | Kaljazin         | 21 688    |
| Kasini járás             | Кашинский район       | Kasin            | 27 410    |
| Keszova Gora-i járás     | Кесовогорский район   | Keszova Gora     | 8 199     |
| Kimri járás              | Кимрский район        | Kimri            | 13 190    |
| Konakovói járás          | Конаковский район     | Konakovo         | 87 125    |
| Krasznij Holm-i járás    | Краснохолмский район  | Krasznij Holm    | 11 835    |
| Kuvsinovói járás         | Кувшиновский район    | Kuvsinovo        | 15 386    |
| Lesznojei járás          | Лесной район          | Lesznoje         | 5 252     |
| Lihoszlavli járás        | Лихославльский район  | Lihoszlavl       | 28 492    |
| Makszatyihai járás       | Максатихинский район  | Makszatyiha      | 16 723    |
| Molokovói járás          | Молоковский район     | Molokovo         | 5 235     |
| Nyelidovói járás         | Нелидовский район     | Nyelidovo        | 30 731    |
| Olenyinói járás          | Оленинский район      | Olenyino         | 12 675    |
| Osztaskovi járás         | Осташковский район    | Osztaskov        | 23 761    |
| Penói járás              | Пеновский район       | Peno             | 6 864     |
| Rameski járás            | Рамешковский район    | Rameski          | 14 988    |
| Rzsevi járás             | Ржевский район        | Rzsev            | 12 480    |
| Szandovói járás          | Сандовский район      | Szandovo         | 6 811     |
| Szelizsarovói járás      | Селижаровский район   | Szelizsarovo     | 12 722    |
| Szonkovói járás          | Сонковский район      | Szonkovo         | 8 553     |
| Szpirovói járás          | Спировский район      | Szpirovo         | 12 203    |
| Sztaricai járás          | Старицкий район       | Sztarica         | 24 056    |
| Toropeci járás           | Торопецкий район      | Toropec          | 20 526    |
| Torzsoki járás           | Торжокский район      | Torzsok          | 22 534    |
| Udomljai járás           | Удомельский район     | Udomlja          | 40 292    |
| Veszjegonszki járás      | Весьегонский район    | Veszjegonszk     | 13 481    |
| Visnyij Volocsok-i járás | Вышневолоцкий район   | Visnyij Volocsok | 25 421    |
| Zapadnaja Dvina-i járás  | Западнодвинский район | Zapadnaja Dvina  | 16 018    |
| Zubcovi járás            | Зубцовский район      | Zubcov           | 17 216    |
| Zsarkovszkiji járás      | Жарковский район      | Zsarkovszkij     | 6 132     |

## Gazdaság
Gazdasági szempontból a Tveri terület az Oroszországi Föderáció Központi Gazdasági Körzetéhez tartozik.

### Ipar
A hagyományos és korszerűtlen iparágak túlsúlya miatt a Szovjetunió felbomlása a régió gazdaságában komoly gondokat okozott. Különösen nagy veszteségek érték a textilipart, a mezőgazdasági- és szerszámgépgyártást, számos vállalat nem is tudott talpra állni. 2003-ban az ipari termelés volumene az 1990-es évinek még mindig csak 48%-a volt.
A gépipar egyes ágazatai azonban megtartották vezető pozíciójukat az oroszországi piacon: a vasúti személykocsik 60%-át, az exkavátorok több mint 1/3-át Tverben állítják elő, kiemelkedő a darugyár teljesítménye, a vegyiparban fontos a műszál termelése is.
Az ipar vezető ágazata a villamosenergia-ipar. Két óriása a Konakovói-vízerőmű a Volgán (2400 megawatt) és az Udomljában működő atomerőmű, melyek termelésük kb. 2/3 részét más régiókban értékesítik. A hagyományos iparágak – textil-, bőr-, porcelán- és üvegipar – számos, gyökerükkel néha a 19. századig visszanyúló vállalata fennmaradt, de működésük kevéssé gazdaságos. Az ipari termelés több mint 40%-át Tver vállalatai adják (az említettek mellett műszálgyártás, textil- és élelmiszeripar, stb.). További ipari központok:
- Torzsok: tűzoltó berendezések készítése („Pozstechnika”); régi, híres létesítmény a nyomdafestékgyár. A két vállalat adja a város ipari termelésének 70%-át. Hagyományos iparág a bőr- és cipőipar.
- Nyelidovo: erdészeti gépek, fafeldolgozó kombinát
- Rzsev: toronydaruk, liftek gyártása („Viszota”); gépkocsik és traktorok elektromos alkatrészeinek gyártása („Eltra” vállalatcsoport); építőipari anyagok gyára (alapítva 1850-ben), bútorgyár, textilipar, élelmiszeripar (húskombinát)
- Bezseck: mezőgazdasági gépgyár (lenbetakarító és -feldolgozó gépek gyártása)
- Visnyij Volocsok: üveggyár, textilipar
- Osztaskov: bőripar; a város a Szeliger-tó környéki turizmus központja
- Udomlja: a Moszkvától 330 km-re, Szentpétervártól 400 km-re fekvő Udomlja-tó partján épült atomerőmű első két, egyenként 1000 megawattos blokkját 1985-ben, illetve 1987-ben helyezték üzembe. A tervezett harmadik és negyedik blokk építése 1986-tól több mint tíz évig szünetelt, végül 2005-ben az elkészült harmadik blokkot is üzembe helyezték. A negyedik blokk építése 2007-ben folytatódik, átadása 2011-ben várható.

### Mezőgazdaság
A természeti adottságok, a gyenge minőségű podzol-, illetve tőzeges talajok nem kedveznek a mezőgazdaságnak, különösen nem a gabonatermesztésnek. A legfontosabb ágazat az állattenyésztés és a lentermesztés. A terület a rostlen termelésének központja, sokáig innen került ki az országban megtermelt len 30%-a. A gazdasági válság azonban ezt az ágazatot sem kímélte, 1996 és 2003 között a rostlen termelése harmadára esett vissza. 12 év alatt, 1990-2003 között a szarvasmarhaállomány is kb. hasonló arányban, a hústermelés pedig 60%-kal csökkent.
A legjelentősebb mezőgazdasági körzet a Volga menti Rzsev és Sztarica városok vidéke. A hagyományos ágazatok mellett fontos szerepe van a városellátó gazdálkodásnak (zöldség és burgonya termesztése, tejtermelés és -feldolgozás), melynek kimondottan kedvez a főváros és agglomerációjának viszonylagos közelsége.

### Közlekedés

A Tveri terület vasúti térképe

A területen áthaladó két legfontosabb közlekedési folyosó a Tveren át északnyugat felé vezető Moszkva–Szentpétervár és Rzseven át a kelet-nyugati irányú Jaroszlavl–Pszkov–Riga-útvonal. A Tveri területen mindkét útvonalon lényegében párhuzamosan halad egymás mellett a vasút és az autóút. Rzsev forgalmas vasúti csomópont: innen indul északnyugat felé a két fővonalat összekötő szárnyvonal, valamint Brjanszk felé a déli ipari központokhoz, gabonatermő vidékekhez vezető vonal. Moszkva és Szentpétervár között létesült egy másik, „kerülő” vasútvonal is Kaljazin–Pesztovón keresztül, ez a keleti vidékekkel teremt összeköttetést.
Az itteni volgai kikötők közül legjelentősebb Tver kikötője, ahol Volga-tengerjáró hajók kikötésére is van lehetőség. A város nemzetközi repülőtere („Migalovo”) a legmodernebb gépek fogadására is képes, egy másik, kisebb repülőtere („Zmejevo”) a helyi légiközlekedés igényeit szolgálja.